# Evdokija Makrembolitissa
Evdokija Makrembolitissa (grško: Ευδοκία Μακρεμβολίτισσα) je bila druga žena bizantinskega cesarja Konstantina X. Dukasa. Po njegovi smrti leta 1067 se je poročila z njegovim naslednikom Romanom IV. Diogenom. Bila je nečakinja bizantinskega patriarha Mihaela Kerularija, * 1021, † 1096.

## Življenjepis
S Konstantinom se je poročila malo pred letom 1050. Ko je Konstantin leta 1067 umrl, je postala skupaj s Konstantinovim bratom kaisarjem Ivanom Dukasom regentka svojih sinov Mihaela VII. in Konstancija. Mihael VII. je bil že ravno dovolj star, da bi lahko vladal sam, vendar so mu za so-cesarja dali mlajšega brata, Evdokija pa je vodila državno  upravo.  
Evdokija  je na Konstantinovi smrtni postelji prisegla, da se ne bo več poročila. Romana Diogena, katerega so sumili, da se hoče dokopati do prestola, je dala celo zapreti. Ko je spoznala, da sama ne more zaustaviti vdorov Seldžukov preko vzhodne meje cesarstva, je svojo prisego preklicala in se je brez odobritve Ivana Dukasa, patriarha Ivana Ksifilina in sina Mihaela VII.  poročila z Romanom Diogenom. Poroka je bila 1. januarja 1068 in Roman se je takoj po njej razglasil za so-cesarja Romana IV.
Evdokija je imela z Romanom dva sinova: Nikeforja in Leona. Evdokijin sin iz prvega zakona Andronik Dukas je postal Romanov so-cesar, čeprav so ga pred tem njegov oče, mati in bratje  izločili iz vsake oblasti. Evdokijin drugi zakon ni bil preveč srečen, ker je bil njen drugi mož bojevit in svojeglav in jo je vedno bolj odrival od oblasti. Ko so Romana Seldžuki v bitki pri Manzikertu leta 1071 ujeli, sta oblast prevzela Evdokija in Mihael, dokler nista izvedela, da je Roman živ in da se vrača v Bizanc. Romana so na poti v Bizanc oslepili in nato pregnali na otok Proti, kjer je zaradi okužbe ran kmalu za tem umrl. Ivan Dukas je nato s pomočjo varjaške garde Evdokijo prisilil, da je oblast prepustila Mihaelu in se umaknila v samostan.
Leta 1078 so Mihaela vrgli s prestola in za novega cesarja razglasili Nikeforja III. Botanijata. Novi cesar je Evdokiji ponudil, naj se z njim poroči. Načrt je zaradi nasprotovanja so-cesarja Ivana Dukasa propadel. 
Evdokija je umrla leta 1081 kot nuna kmalu potem, ko je na oblast prišel Aleksej I. Komnen.

## Literarna dela
Evdokija je napisala zgodovinski in mitološki slovar, ki ga je naslovila  Ἰωνιά (Ionia), se pravi Zbirka. V uvodu, ki je posvečen možu Romanu Diogenu, delo prikazuje kot "zbirko rodoslovij bogov, junakov in junakinj in njihovih preobrazb ter zgodb in pripovedk, ki se nanašajo nanje. V Ioniji so tudi opazke raznih filozofov. Viri, iz katerih je bila napisana Zbirka, so v veliki meri isti, kot za Sudo, obsežno grško zgodovinsko enciklopedijo iz 10. stoletja.  

## Družina
V zakonu s Konstantinom X. je imela Evdokija
- Mihaela VII. Dukasa
- Andronika Dukasa, so-cesarja od 1068 do 1078
- Konstancija Dukasa, so-cesarja od približno 1060 do 1078, ki je umrl 1081
- Ano Dukas, ki je bila nuna
- Teodoro Dukas, poročeno z beneškim dožem Domenikom Selvom,
- Zojo Dukas, poročeno z Adrijanom Komnenom, bratom cesarja Alekseja I. Komnena

V drugem zakonu z Romanom IV. Diogenom je imela:
- Nikeforja Diogena
- Leona Diogena

Mihael Psel, ki je bil dober družinski prijatelj in ga je Evdokija imela za "strica", je o njej napisal, da je bila "zelo plemenita, lepa in inteligentna".